# Gino Pariani
Virginio Peter „Gino” Pariani (21 lutego 1928 w Saint Louis, zm. 9 maja 2007 tamże) – amerykański piłkarz, grywał na pozycji napastnika. 5-krotny reprezentant drużyny amerykańskiej. Uczestnik Mistrzostw Świata 1950. Również zawodnik reprezentacji „Jankesów” na igrzyskach olimpijskich w Londynie (1948).

## Kariera
Paraini zaczynał w miejscowym klubie Schumachers, z którym w 1943, sięgnął po swój pierwszy tytuł w okręgowej lidze St. Louis Municipal League. W roku 1947 przeniósł się do St. Louis Simpkins-Ford, z którym 2-krotnie zdobył mistrzostwo w U.S. Open Cup (1948 oraz 1950). W 1948 został powołany do drużyny na zbliżające się igrzyska olimpijskie w Londynie. Na igrzyskach tych nie zagrał ani jednego meczu. Jako gracz, na boisku pojawił się dopiero 6 sierpnia 1948 w przegranym meczu z reprezentacją Norwegii aż 11:0. W roku 1950 został powołany do kadry na Mundial 1950, który odbywał się w Brazylii, tam wystąpił w pamiętnym meczu z Anglią wygranym 1:0 (tzw. Cud na trawie), oraz zdobył bramkę w meczu z Hiszpanią. W 1976 został wcielony w szeregi National Soccer Hall of Fame. W roku 2004 wraz z Walterem Bahrem, Frankiem Borghim, Harrym Keoughem i Johnem Souzą otrzymał honorarium All-American, za osiągnięcia sportowe przez organizację National Soccer Coaches Association of America. Zmarł na raka kości, 9 maja 2007.